# Ocalić tygrysa
Ocalić tygrysa (oryg. Save the Tiger) – dramat amerykański z 1973 roku w reżyserii Johna G. Avildsena.

## Obsada
- Jack Lemmon jako Harry Stoner
- Jack Gilford jako Phil Greene
- Laurie Heineman jako Myra
- Norman Burton jako Fred Mirrell
- Patricia Smith jako Janet Stoner
- Thayer David jako Charlie Robbins
- William Hansen jako Meyer
- Harvey Jason jako Rico